# Генерал (фільм, 1926)
«Генерал» (також «Паровоз „Генерал“»; англ. The General) — знаменита американська кінокомедія з Бастером Кітоном у головній ролі. Заснована на подіях 1862 році Великої паровозної гонки, пов'язаної з викраденням паровоза і подальшою гонкою локомотивів.
На 1 березня 2024 року фільм займав 197-му позицію у списку 250 кращих фільмів за версією IMDb.

## Сюжет
Юного Джоні Грея в армію Конфедерації не взяли, а його кохана Анабель Лі відкидає його, обізвавши боягузом. Проте, він зі своїм «напарником» паровозом втирає всім ніс, виграючи бій. Джонні воює з викрадачами поїзда, неслухняною гарматою і непередбачуваною силою долі.

## У ролях
| Актор             | Роль              |
| ----------------- | ----------------- |
| Бастер Кітон      | Джонні Грей       |
| Меріон Мак        | Аннабель Лі       |
| Глен Кавендер     | капітан Андерсон  |
| Джим Фарлі        | генерал Тетчер    |
| Фредерік Врум     | генерал південців |
| Чарльз Генрі Сміт | батько Аннабель   |
| Френк Барнс       | брат Аннабель     |

## Історія створення
В основу сценарію покладено епізод Громадянської війни Півночі й Півдня, описаний колишнім капралом Вільямом Піттенджером в книзі 1863 «Відвага і страждання: історія великої залізничної пригоди».
Сцена битви біля річки Рок-Рівер між жителями півдня і мешканцями півночі знімалася одночасно шістьма камерами. У зйомках брали участь 500 національних гвардійців з Орегона, що зображали ворогуючі сторони. Кілька статистів при вибухах постраждали, а Бастер Кітон був травмований вибуховою хвилею.

## Знімальна група
- Режисер — Клайд Брукман, Бастер Кітон
- Сценарист — Клайд Брукман, Бастер Кітон, Ел Босберг
- Продюсер — Бастер Кітон, Джозеф Шенк